# (35760) 1999 HP1
1999 HP1 (asteroide 35760) é um asteroide da cintura principal. Possui uma excentricidade de 0.26216180 e uma inclinação de 23.67721º.
Este asteroide foi descoberto no dia 17 de abril de 1999 por LINEAR em Socorro.